# Valescourt
Valescourt est une commune française située dans le département de l'Oise en région Hauts-de-France.

## Géographie

### Localisation

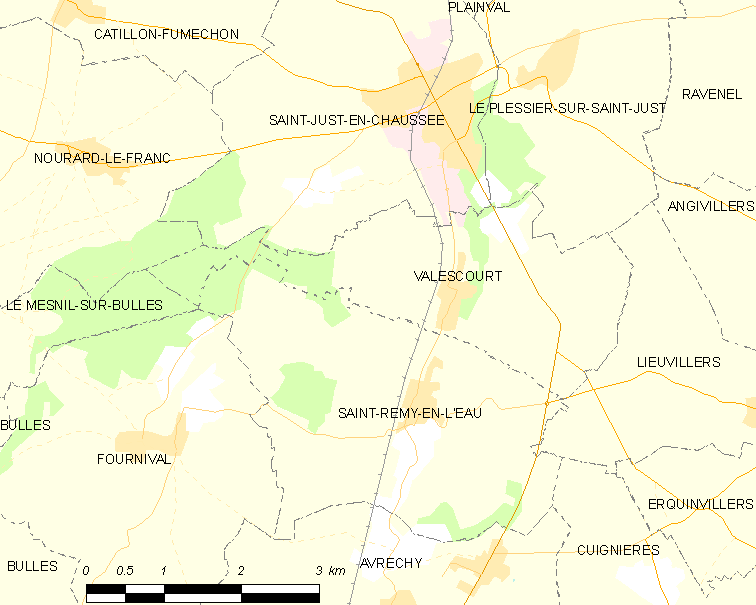
Communes limitrophes de Valescourt.

Valescourt est une commune située à 69 km au nord de Paris, 26 km à l'est de Beauvais, 29 km à l'ouest de Compiègne et à 47 km au sud d'Amiens.
| Nourard-le-Franc               | Saint-Just-en-Chaussée |             |
| Le Mesnil-sur-Bulles Fournival | Valescourt             | Lieuvillers |
|                                | Saint-Remy-en-l'Eau    |             |

### Topographie et géologie
Valescourt est située dans la vallée de l'Arré entaillant la partie méridionale du plateau Picard, culminant à l'ouest dans le bois de Valescourt à 171 mètres d'altitude. Le coteau plus escarpé côté oriental laisse distinguer les éminences de la Montagne de la Folie et de la Montagne Blanche dominant la vallée aux environs de 150 mètres d'altitude. Le fond d'Angivillers à l'est du chef-lieu est la seule véritable vallée sèche sur le territoire. Le village est établi entre 80 et 85 mètres, le hameau de la cabane Charton à 162 mètres au-dessus du niveau de la mer. Le point le plus bas se trouve au site où l'Arré franchit la limite communale avec Saint-Remy-en-l'Eau, à 82 mètres d'altitude. La commune se trouve en zone de sismicité 1, c'est-à-dire très faiblement exposée aux risques de tremblement de terre.

### Hydrographie

#### Réseau hydrographique
La commune est située dans le bassin Seine-Normandie. Elle est drainée par l'Arré,.
L'Arré, d'une longueur de 16 km, prend sa source dans la commune de Saint-Just-en-Chaussée et se jette  dans la Brêche à Agnetz, après avoir traversé huit communes. 

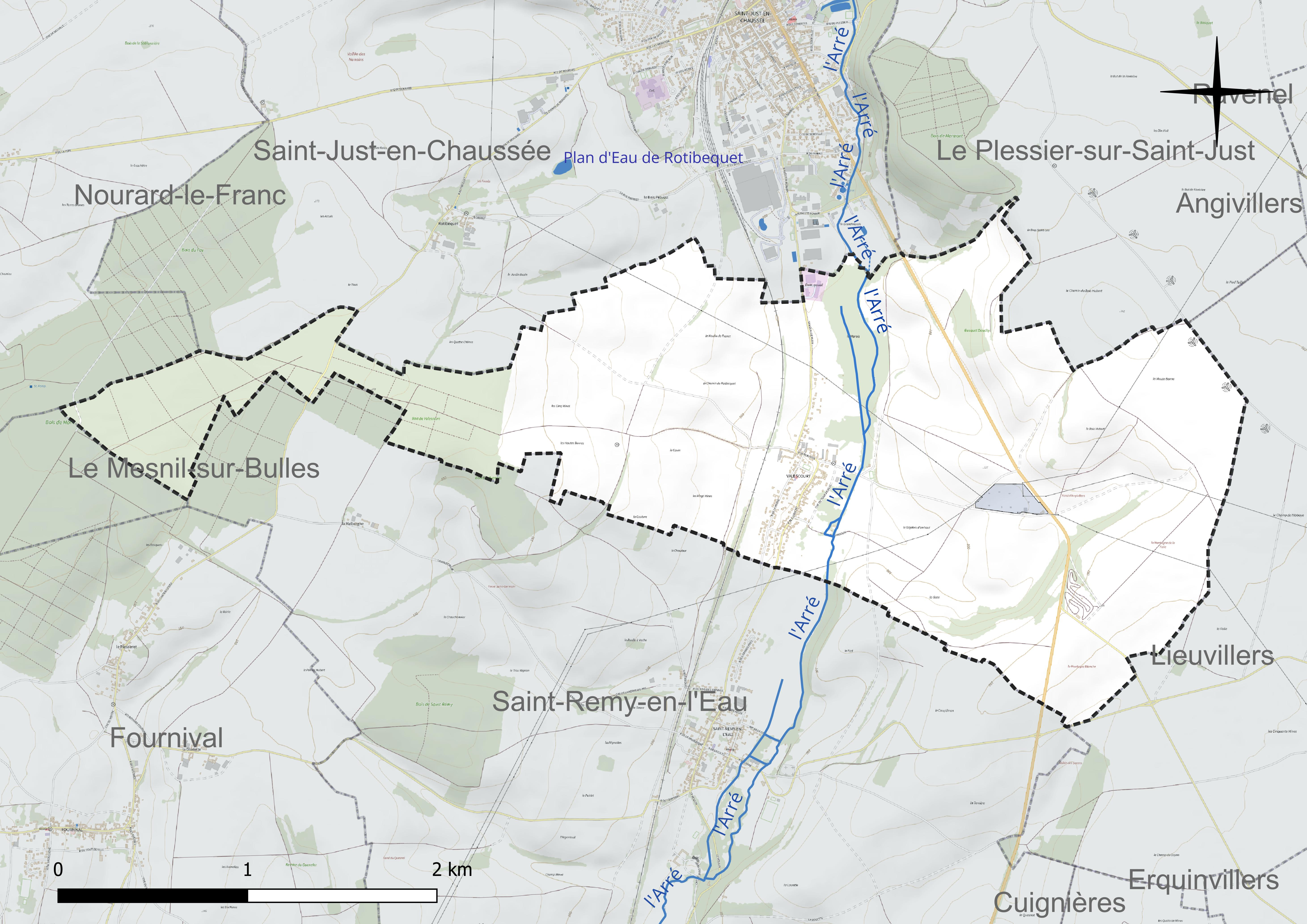
Réseau hydrographique de Valescourt.

#### Gestion et qualité des eaux
Le territoire communal est couvert par le schéma d'aménagement et de gestion des eaux (SAGE) « Sensée ». Ce document de planification concerne un territoire de 492 km2 de superficie, délimité par le bassin versant de la Brêche. Le périmètre a été arrêté le 9 février 2017 et le SAGE proprement dit a été approuvé le 25 novembre 2021. La structure porteuse de l'élaboration et de la mise en œuvre est le syndicat mixte du Bassin Versant de la Brèche (SMBVB). 
La qualité des cours d'eau peut être consultée sur un site dédié géré par les agences de l'eau et l'Agence française pour la biodiversité. 

### Climat
Pour des articles plus généraux, voir Climat des Hauts-de-France et Climat de l'Oise.
En 2010, le climat de la commune est de type climat océanique dégradé des plaines du Centre et du Nord, selon une étude du CNRS s'appuyant sur une série de données couvrant la période 1971-2000. En 2020, Météo-France publie une typologie des climats de la France métropolitaine dans laquelle la commune est exposée à un climat océanique et est dans la région climatique  Nord-est du bassin Parisien, caractérisée par un ensoleillement médiocre, une pluviométrie moyenne régulièrement répartie au cours de l'année et un hiver froid (3 °C). 
Pour la période 1971-2000, la température annuelle moyenne est de 10,4 °C, avec une amplitude thermique annuelle de 14,5 °C. Le cumul annuel moyen de précipitations est de 677 mm, avec 11,1 jours de précipitations en janvier et 8,3 jours en juillet. Pour la période 1991-2020, la température moyenne annuelle observée sur la station météorologique la plus proche, située sur la commune de Godenvillers à 15 km à vol d'oiseau, est de 11,1 °C et le cumul annuel moyen de précipitations est de 701,9 mm,. Pour l'avenir, les paramètres climatiques de la commune estimés pour 2050 selon différents scénarios d'émission de gaz à effet de serre sont consultables sur un site dédié publié par Météo-France en novembre 2022.

### Milieux naturels
Hormis les espaces bâtis couvrant 27 hectares pour 4 % de la surface communale, le territoire comprend 69 % d'espaces cultivés sur 476 hectares  ainsi que 53 hectares de vergers et de prairies. Les espaces boisés sont représentés par le bois de Mont prolongé par les bois de Valescourt et des Avennes à l'ouest, par le bosquet Dauchy au nord-est ainsi que dans les marais de l'Arré au centre. Ils couvrent que 134 hectares pour 19 % du terroir,. Le bois de Mont est inscrit en Zone naturelle d'intérêt écologique, faunistique et floristique de type 1. Il est également traversé par des corridors écologiques potentiels.

## Urbanisme

### Typologie
Au 1er janvier 2024, Valescourt est catégorisée commune rurale à habitat dispersé, selon la nouvelle grille communale de densité à sept niveaux définie par l'Insee en 2022.
Elle est située hors unité urbaine. Par ailleurs la commune fait partie de l'aire d'attraction de Paris, dont elle est une commune de la couronne,. 

### Occupation des sols
L'occupation des sols de la commune, telle qu'elle ressort de la base de données européenne d'occupation biophysique des sols Corine Land Cover (CLC), est marquée par l'importance des territoires agricoles (79 % en 2018), une proportion identique à celle de 1990 (79 %). La répartition détaillée en 2018 est la suivante : 
terres arables (75,8 %), forêts (16,9 %), zones urbanisées (3,6 %), prairies (3,2 %), zones industrielles ou commerciales et réseaux de communication (0,4 %). L'évolution de l'occupation des sols de la commune et de ses infrastructures peut être observée sur les différentes représentations cartographiques du territoire : la carte de Cassini (XVIIIe siècle), la carte d'état-major (1820-1866) et les cartes ou photos aériennes de l'IGN pour la période actuelle (1950 à aujourd'hui).

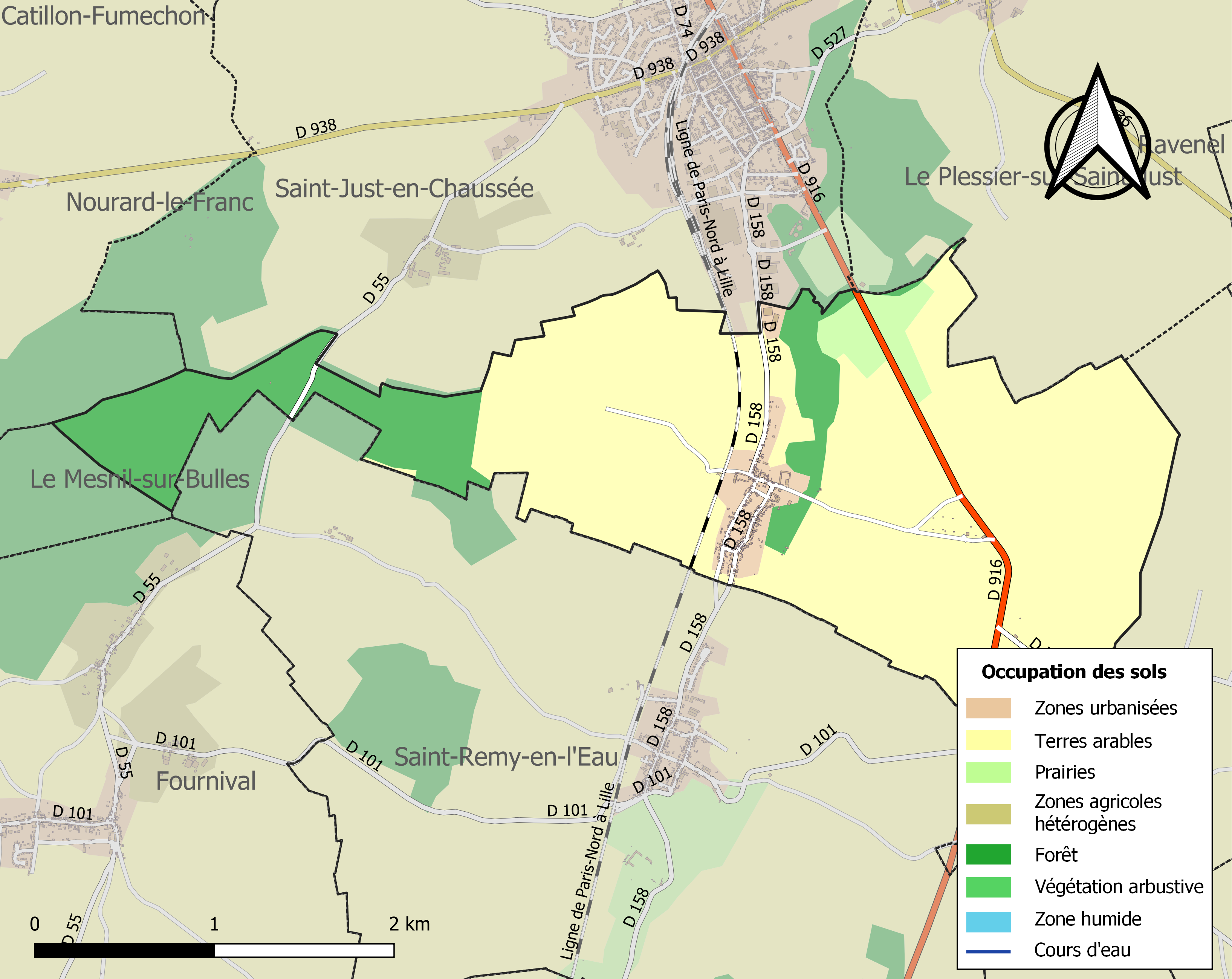
Carte des infrastructures et de l'occupation des sols de la commune en 2018 (CLC).

### Hameaux et lieux-dits
L'essentiel de l'espace bâti se concentre au chef-lieu. La commune possède un écart : la cabane Charton dans le bois de Mont à l'ouest.

### Morphologie urbaine
Valescourt est un village établi sur la rive droite de l'Arré. Il s'étire principalement sur deux rues parallèles, la rue de Clermont et la rue de la mairie. La rue de Beauvais est perpendiculaire à la rue de la mairie et à la rue de Clermont. 

### Voies de communications et transports
La commune est traversée par quatre routes départementales : la D 55, la D 158, la D 571 et la D 916. La route départementale 916, ancienne route nationale 16 reliant Paris à Dunkerque par Amiens, constitue un axe majeur reliant les villes les plus proches de Saint-Just-en-Chaussée et de Clermont par la partie orientale du territoire, sur le plateau. La route départementale 158, de Saint-Just-en-Chaussée à Airion, relie tous les villages de la vallée de l'Arré. Elle traverse le chef-lieu du nord au sud par les rues de Saint-Just-en-Chaussée, de Beauvais et de Clermont. La route départementale 55, de Saint-Just-en-Chaussée à Sainte-Geneviève, fait une incursion sur la commune dans le bois de Valescourt. La route départementale 571 se détache de la D916 au niveau du fond d'Angivillers pour rejoindre Lieuvillers.
La commune est traversée par la ligne de Paris-Nord à Lille. La gare SNCF la plus proche est celle de Saint-Just-en-Chaussée à 3 km au nord sur la même ligne. De 1876 à 1954, la ligne de Beauvais à Saint-Just-en-Chaussée en traversait également la partie occidentale.
La commune est desservie, en 2023, par les lignes 6304 et 6342 du réseau interurbain de l'Oise. La commune fait partie du réseau TADAM, service de transport collectif à la demande, mis en place à titre expérimental par la communauté de communes du Plateau Picard. Elle est reliée à l'un des 8 points de destination situés à Saint-Just-en-Chaussée, Maignelay-Montigny, La Neuville-Roy et Tricot au départ des 98 points d'origine du territoire. Une navette de regroupement pédagogique intercommunal (ligne 6837) relie le village aux groupes scolaires de Fournival et Saint-Remy-en-l'Eau.
L'aéroport de Beauvais-Tillé se trouve à 23 km à l'ouest et l'aéroport de Paris-Charles-de-Gaulle se situe à 55 km au sud. Il n'existe pas de liaisons par transports en commun entre la commune et ces aéroports.

## Toponymie
La commune s'est appelée : Vabuscourt en 1147.

## Histoire
Valescourt a dépendu de Saint-Remy-en-l'Eau jusqu'en 1790 et de 1826 à 1832. De ce fait, le village de Valescourt fait partie des rares communes à être dépourvues d'église et de cimetière.

## Politique et administration
| Période                                  | Période   | Identité            | Étiquette | Qualité |
| ---------------------------------------- | --------- | ------------------- | --------- | ------- |
| Les données manquantes sont à compléter. |           |                     |           |         |
| avant 1981                               | ?         | Victor Poiret       | PS        |         |
| Mars 2001                                | Mars 2020 | Jean-Pierre Priem   |           |         |
| Mars 2020                                | En cours  | Jean-Pierre Gourdou |           |         |

## Population et société

### Démographie

#### Évolution démographique
L'évolution du nombre d'habitants est connue à travers les recensements de la population effectués dans la commune depuis 1793. Pour les communes de moins de 10 000 habitants, une enquête de recensement portant sur toute la population est réalisée tous les cinq ans, les populations de référence des années intermédiaires étant quant à elles estimées par interpolation ou extrapolation. Pour la commune, le premier recensement exhaustif entrant dans le cadre du nouveau dispositif a été réalisé en 2006.

En 2022, la commune comptait 298 habitants, en évolution de +2,76 % par rapport à 2016 (Oise : +0,87 %, France hors Mayotte : +2,11 %).
| 1793 | 1800 | 1806 | 1821 | 1836 | 1841 | 1846 | 1851 | 1856 |
| ---- | ---- | ---- | ---- | ---- | ---- | ---- | ---- | ---- |
| 187  | 199  | 197  | 191  | 204  | 204  | 227  | 223  | 221  |

| 1861 | 1866 | 1872 | 1876 | 1881 | 1886 | 1891 | 1896 | 1901 |
| ---- | ---- | ---- | ---- | ---- | ---- | ---- | ---- | ---- |
| 229  | 222  | 220  | 215  | 225  | 229  | 215  | 218  | 199  |

| 1906 | 1911 | 1921 | 1926 | 1931 | 1936 | 1946 | 1954 | 1962 |
| ---- | ---- | ---- | ---- | ---- | ---- | ---- | ---- | ---- |
| 235  | 256  | 282  | 231  | 247  | 217  | 214  | 220  | 208  |

| 1968 | 1975 | 1982 | 1990 | 1999 | 2006 | 2011 | 2016 | 2021 |
| ---- | ---- | ---- | ---- | ---- | ---- | ---- | ---- | ---- |
| 210  | 197  | 248  | 291  | 271  | 281  | 274  | 290  | 299  |

| 2022 | - | - | - | - | - | - | - | - |
| ---- | - | - | - | - | - | - | - | - |
| 298  | - | - | - | - | - | - | - | - |

#### Pyramide des âges
La population de la commune est relativement jeune.
En 2018, le taux de personnes d'un âge inférieur à 30 ans s'élève à 32,4 %, soit en dessous de la moyenne départementale (37,3 %). À l'inverse, le taux de personnes d'âge supérieur à 60 ans est de 26,4 % la même année, alors qu'il est de 22,8 % au niveau départemental.
En 2018, la commune comptait 141 hommes pour 154 femmes, soit un taux de 52,2 % de femmes, légèrement supérieur au taux départemental (51,11 %).
Les pyramides des âges de la commune et du département s'établissent comme suit.
| Hommes | Classe d’âge | Femmes |
| ------ | ------------ | ------ |
| 0,0    | 90 ou +      | 1,9    |
| 5,0    | 75-89 ans    | 6,4    |
| 22,1   | 60-74 ans    | 17,5   |
| 21,0   | 45-59 ans    | 21,6   |
| 19,7   | 30-44 ans    | 19,9   |
| 15,3   | 15-29 ans    | 14,0   |
| 16,9   | 0-14 ans     | 18,7   |

| Hommes | Classe d’âge | Femmes |
| ------ | ------------ | ------ |
| 0,5    | 90 ou +      | 1,4    |
| 5,5    | 75-89 ans    | 7,6    |
| 15,6   | 60-74 ans    | 16,3   |
| 20,8   | 45-59 ans    | 20     |
| 19,4   | 30-44 ans    | 19,4   |
| 17,6   | 15-29 ans    | 16,2   |
| 20,6   | 0-14 ans     | 19,1   |

## Lieux et monuments

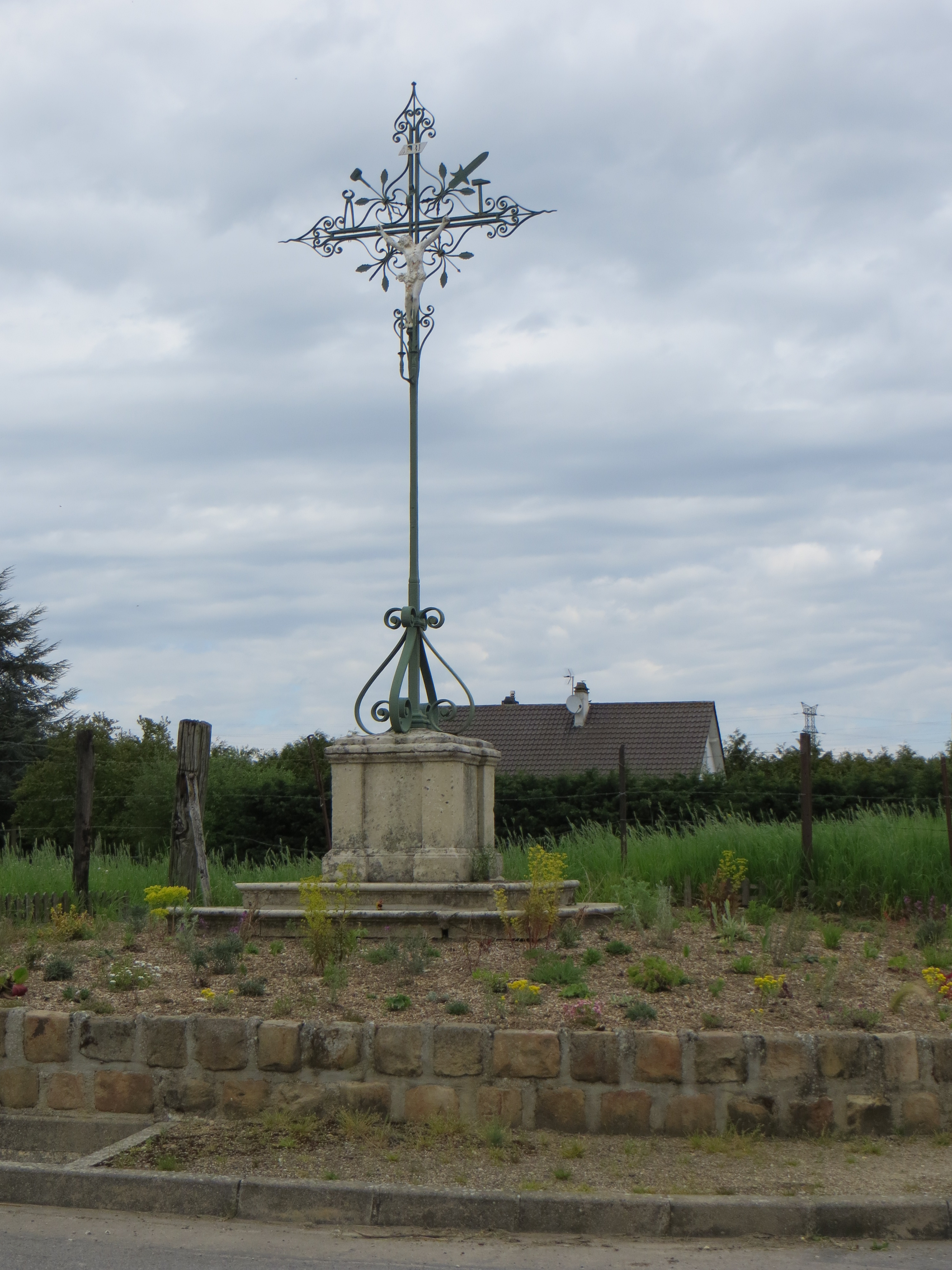
Croix, rue de Saint-Just-en-Chaussée.

- Croix, rue de Saint-Just-en-Chaussée
- Calvaire, rue de Beauvais

La commune ne possède ni église, ni chapelle.